# Gerrit Brandt
Gerrit Brandt (geb. 28. Februar 1997 in Hannover) ist ein deutscher American-Football-Spieler auf der Position der Offensive Line. Er spielt in der Saison 2024 für die Munich Ravens in der European League of Football (ELF) und ist deutscher Nationalspieler.

## Karriere
Brandt spielte in der Jugend für die Hannover Grizzlies. 2019 wechselte er zu den New Yorker Lions Braunschweig. In seiner ersten Saison gewann er mit den Braunschweigern den German Bowl und wurde er als Most Improved Player ausgezeichnet. Zudem wurde er 2020 ins NFL International Combine eingeladen. In der Saison 2021 wurde zur Nationalmannschaft eingeladen. 2022 wurde er GFL-All-Star und zum CFL Global Combine eingeladen.
Zur Saison 2023 wechselte Brandt in die ELF und spielte für die Hamburg Sea Devils. Nach der Saison folgte er seinen Trainern Kendral Ellison und Kenneth Flanders zu den Munich Ravens.